# NGC 5740
NGC 5740 is een balkspiraalstelsel in het sterrenbeeld Maagd. Het hemelobject werd op 24 februari 1786 ontdekt door de Duits-Britse astronoom William Herschel.

## Synoniemen
- UGC 9493
- MCG 0-38-3
- ZWG 20.8
- KCPG 434A
- IRAS 14418+0153
- PGC 52641